# 元偃
元偃（460年代—？），字仲琁，河南郡洛阳县（今河南省洛阳市东）人，追尊魏景穆帝拓跋晃之孙，外都大官、济阴宣王拓跋小新成之子，北魏宗室、官员。

## 生平
太和十五年十二月廿七日（492年2月10日），使持节、安北将军、贺侯延镇都大将、始平侯元偃加号安西将军。太和十九年十二月廿九日癸亥（496年1月29日），光爵元偃出任城门校尉。太和二十二年六月七日丁巳（498年7月11日），元偃出任太中大夫。元偃死后，谥号顺侯。

## 家庭

### 兄弟姐妹
- 元郁，北魏开府、徐州刺史、济阴康王，元偃异母兄
- 元丽，北魏右卫将军、尚书左仆射、淮阴威侯，元偃同母弟

### 子女
- 元诞，北魏齐州刺史、济阴靖王
- 元瓒，北魏司空从事中郎